# Петровские Круги
 Петровские Круги  — деревня Малобоевского сельсовета Елецкого района Липецкой области. Находится в южной части Елецкого района, в 15 км к югу от Ельца. Располагается в верховьях реки Паниковец.

## История
Впервые упоминается в «Списке населенных мест» Елецкого уезда Орловской губернии 1866 года как «сельцо владельческое Круги (Петровская), 28 дворов, 300 жителей».
В 1905 году деревня «Петровское первое (Круги тоже)» отмечается в приходе Казанской церкви села Воронец.
По переписи населения СССР 1926 года Петровские Круги – центр сельсовета, значится 145 дворов и 776 жителей. В 1932 году – 853 жителя.

## Население
| 1866 | 1926 | 1932 | 2010 |
| ---- | ---- | ---- | ---- |
| 300  | ↗776 | ↗853 | ↘49  |

## Транспорт
В 7,5 км к востоку находится железнодорожная станция Хитрово линии Елец – Касторная ЮВЖД.

## Известные жители
- Гавриил Елецких участник Великой Отечественной войны, Герой Советского Союза.
- Мария Елецких-Алексеева. Герой Социалистического Труда, уроженка деревни Петровские Круги.